# Lancia (ciudad)
Lancia (en el término municipal de Villasabariego, León, España) fue una antigua ciudad astur y romana de la provincia Tarraconense, la más importante de los astures. Se encontraba en una meseta entre los ríos Porma y Esla denominada genéricamente El Castro que engloba otros topónimos menores bien documentados como El Pico del Castro, Valdealbura, La Encrucijada, El Praduño, Socesáreo y El Talancón. Actualmente solo se conservan visibles restos de algunas edificaciones. Las excavaciones arqueológicas continúan en la actualidad.

Reliquias fusi exercitus ualidissima ciuitas Lancia excepit, ubi cum locis adeo certatum est, ut cum in captam urbem faces poscerentur aegre dux impetrauerit ueniam ut uictoriae Romanae stans potius esset quem incensa monumentum.
 Floro, Epitome bellorum omnium annorum DCC, II, 33, 58-59

### Segunda Edad del Hierro

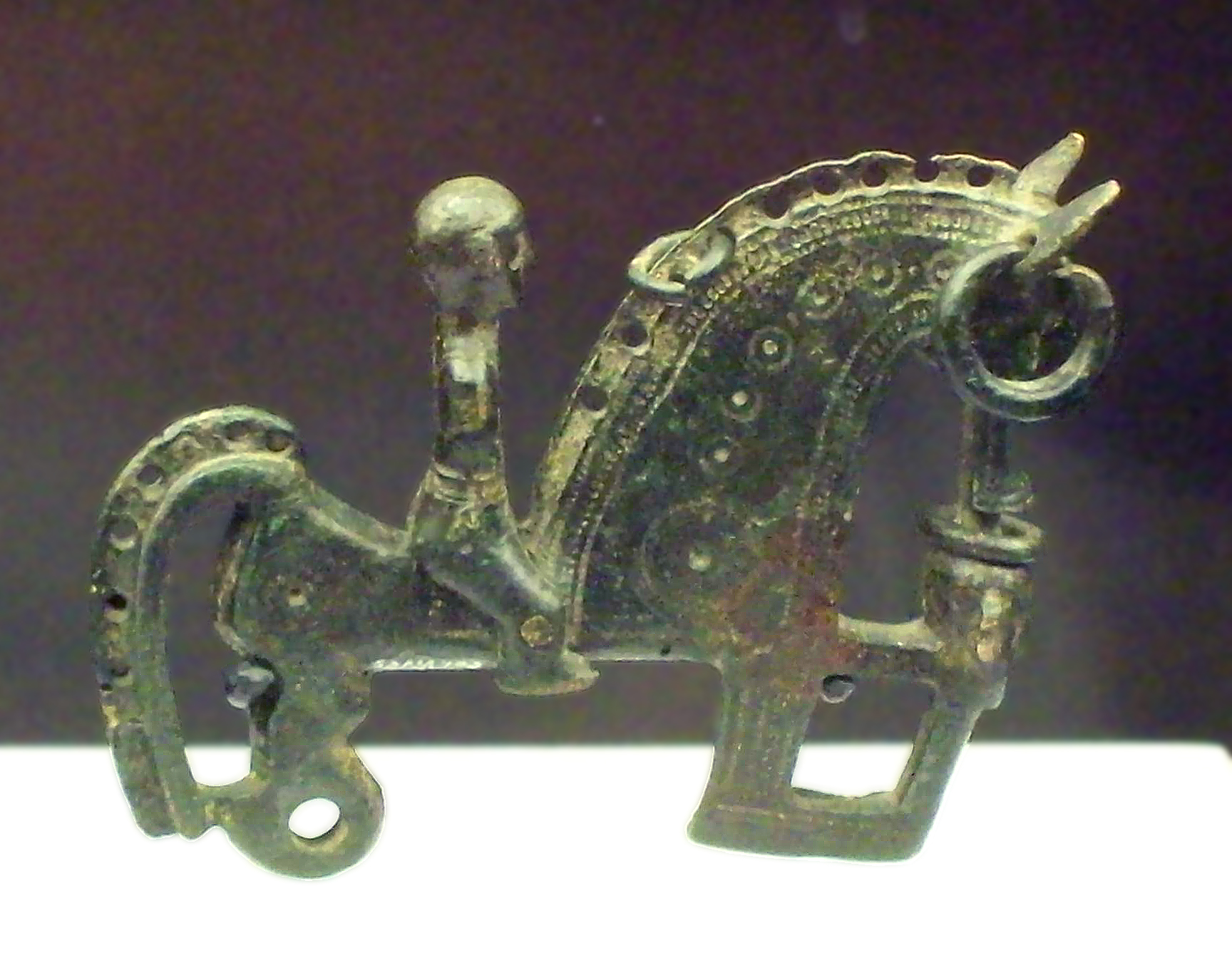
La conocida como «Fíbula de Lancia», fíbula celtíbera de bronce hallada en Lancia (siglo III o II a. C., M.A.N., Madrid).

### La ciudad astur-romana

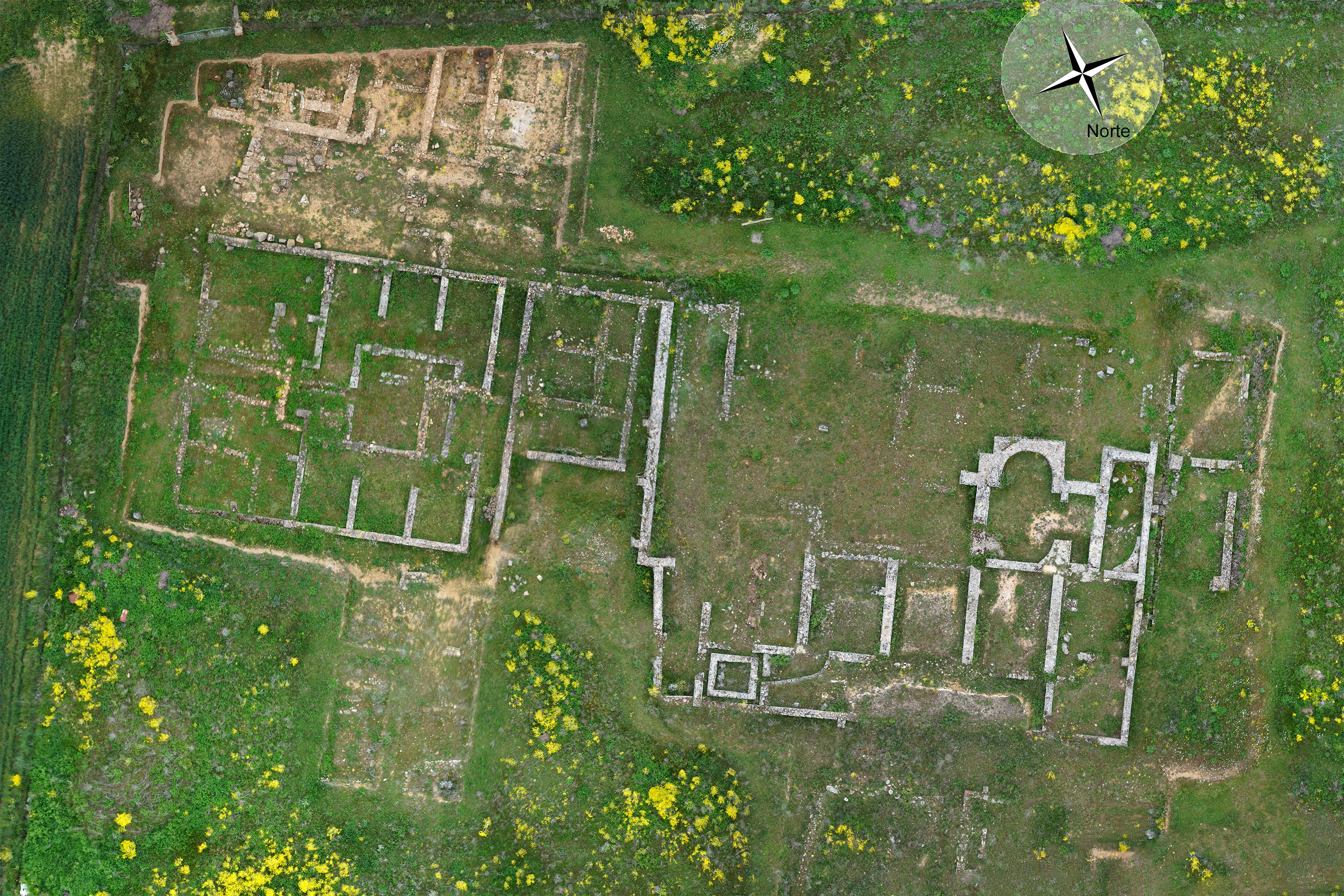
Vista aérea cenital parcial del yacimiento arqueológico de Lancia.

## Contexto geográfico

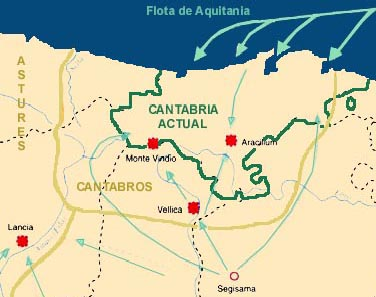
Imagen gráfica de lo descrito en el texto de la izquierda.

Su ubicación explica la elección de este cerro por su fácil defensa, al encontrarse elevado sobre las llanuras aluviales de los valles de los ríos Esla (llamado Astura por los romanos) y Porma, cuya fertilidad constituía sin duda la base de la economía agropecuaria de la ciudad. Su superficie es llana pero con una prolongada inclinación desde el noroeste al suroeste. Se encuentra a 840 m, de media, sobre el nivel del mar. La superficie coincide con los restos de una terraza del río Esla de época Cuaternaria, correspondiente a un tercer nivel situada a +40 m. Su situación coincide con las coordenadas 5°25′47″ de longitud Oeste y 42°31′45″ de latitud Norte.